# Ixodes ariadnae
Ixodes ariadnae es una especie de garrapata del género Ixodes, familia Ixodidae. Fue descrita científicamente por Hornok en 2014.
Habita en Europa y norte de Asia (excepto China).